# الملك (أسماء الله الحسنى)
الملك هو أحد أسماء الله الحسنى في الإسلام.

## ذكره فيالقرآن
ذكر الله تبارك وتعالى تسمية نفسه بالملك في كتابه الكريم القرآن الكريم :
- في سورة طه قال الله تعالى : ﴿فَتَعَالَى اللَّهُ الْمَلِكُ الْحَقُّ وَلَا تَعْجَلْ بِالْقُرْآنِ مِنْ قَبْلِ أَنْ يُقْضَى إِلَيْكَ وَحْيُهُ وَقُلْ رَبِّ زِدْنِي عِلْمًا ۝١١٤﴾ (سورة طه).
- في سورة المؤمنون قال الله تعالى : ﴿فَتَعَالَى اللَّهُ الْمَلِكُ الْحَقُّ لَا إِلَهَ إِلَّا هُوَ رَبُّ الْعَرْشِ الْكَرِيمِ ۝١١٦﴾ (سورة المؤمنون).
- في سورة الحشر قال الله تعالى : ﴿هُوَ اللَّهُ الَّذِي لَا إِلَهَ إِلَّا هُوَ الْمَلِكُ الْقُدُّوسُ السَّلَامُ الْمُؤْمِنُ الْمُهَيْمِنُ الْعَزِيزُ الْجَبَّارُ الْمُتَكَبِّرُ سُبْحَانَ اللَّهِ عَمَّا يُشْرِكُونَ ۝٢٣﴾ (سورة الحشر).
- في سورة الجمعة قال الله تعالى : ﴿يُسَبِّحُ لِلَّهِ مَا فِي السَّمَاوَاتِ وَمَا فِي الْأَرْضِ الْمَلِكِ الْقُدُّوسِ الْعَزِيزِ الْحَكِيمِ ۝١﴾ (سورة الجمعة).

## المعنى اللغوي
يُطلق اسم الملك في لغة العرب على كل من بيده مُطلق التصرف بالأمر والنهي والقوة والسلطان والجبروت سواء في نفسه أو في غيره أو في مملكته.

## تسمية غيراللهبالملك
من سنة الله تعالى في خلقه وتمام حكمته أن قسم المُلك بين عباده فليس من الحكمة أن يتساوى الناس في المُلك وقد سمى الله بعض عباده ملوكاً في كتابه الكريم:
- قال الله تعالى : ﴿وَقَالَ لَهُمْ نَبِيُّهُمْ إِنَّ اللَّهَ قَدْ بَعَثَ لَكُمْ طَالُوتَ مَلِكًا قَالُوا أَنَّى يَكُونُ لَهُ الْمُلْكُ عَلَيْنَا وَنَحْنُ أَحَقُّ بِالْمُلْكِ مِنْهُ وَلَمْ يُؤْتَ سَعَةً مِنَ الْمَالِ قَالَ إِنَّ اللَّهَ اصْطَفَاهُ عَلَيْكُمْ وَزَادَهُ بَسْطَةً فِي الْعِلْمِ وَالْجِسْمِ وَاللَّهُ يُؤْتِي مُلْكَهُ مَنْ يَشَاءُ وَاللَّهُ وَاسِعٌ عَلِيمٌ ۝٢٤٧﴾ (سورة البقرة).
- وقال الله تعالى : ﴿قَالُوا نَفْقِدُ صُوَاعَ الْمَلِكِ وَلِمَنْ جَاءَ بِهِ حِمْلُ بَعِيرٍ وَأَنَا بِهِ زَعِيمٌ ۝٧٢﴾ (سورة يوسف).
- وقال الله تعالى : ﴿وَاتَّبَعُوا مَا تَتْلُو الشَّيَاطِينُ عَلَى مُلْكِ سُلَيْمَانَ وَمَا كَفَرَ سُلَيْمَانُ وَلَكِنَّ الشَّيَاطِينَ كَفَرُوا يُعَلِّمُونَ النَّاسَ السِّحْرَ وَمَا أُنْزِلَ عَلَى الْمَلَكَيْنِ بِبَابِلَ هَارُوتَ وَمَارُوتَ وَمَا يُعَلِّمَانِ مِنْ أَحَدٍ حَتَّى يَقُولَا إِنَّمَا نَحْنُ فِتْنَةٌ فَلَا تَكْفُرْ فَيَتَعَلَّمُونَ مِنْهُمَا مَا يُفَرِّقُونَ بِهِ بَيْنَ الْمَرْءِ وَزَوْجِهِ وَمَا هُمْ بِضَارِّينَ بِهِ مِنْ أَحَدٍ إِلَّا بِإِذْنِ اللَّهِ وَيَتَعَلَّمُونَ مَا يَضُرُّهُمْ وَلَا يَنْفَعُهُمْ وَلَقَدْ عَلِمُوا لَمَنِ اشْتَرَاهُ مَا لَهُ فِي الْآخِرَةِ مِنْ خَلَاقٍ وَلَبِئْسَ مَا شَرَوْا بِهِ أَنْفُسَهُمْ لَوْ كَانُوا يَعْلَمُونَ ۝١٠٢﴾ (سورة البقرة).
- وقال الله تعالى : ﴿أَلَمْ تَرَ إِلَى الَّذِي حَاجَّ إِبْرَاهِيمَ فِي رَبِّهِ أَنْ آتَاهُ اللَّهُ الْمُلْكَ إِذْ قَالَ إِبْرَاهِيمُ رَبِّيَ الَّذِي يُحْيِي وَيُمِيتُ قَالَ أَنَا أُحْيِي وَأُمِيتُ قَالَ إِبْرَاهِيمُ فَإِنَّ اللَّهَ يَأْتِي بِالشَّمْسِ مِنَ الْمَشْرِقِ فَأْتِ بِهَا مِنَ الْمَغْرِبِ فَبُهِتَ الَّذِي كَفَرَ وَاللَّهُ لَا يَهْدِي الْقَوْمَ الظَّالِمِينَ ۝٢٥٨﴾ (سورة البقرة).
- وقال الله تعالى : ﴿وَقَالَ الْمَلِكُ إِنِّي أَرَى سَبْعَ بَقَرَاتٍ سِمَانٍ يَأْكُلُهُنَّ سَبْعٌ عِجَافٌ وَسَبْعَ سُنْبُلَاتٍ خُضْرٍ وَأُخَرَ يَابِسَاتٍ يَا أَيُّهَا الْمَلَأُ أَفْتُونِي فِي رُؤْيَايَ إِنْ كُنْتُمْ لِلرُّؤْيَا تَعْبُرُونَ ۝٤٣﴾ (سورة يوسف).

يتضح مما سبق أن اسم الملك يطلق على غير الله تعالى وهذا يتم بإذن الله ومن تمام حكمته ولا تتعدى على ملك الله بل أن كل هذا من ملك الله ، قال الله تعالى : ﴿قُلِ اللَّهُمَّ مَالِكَ الْمُلْكِ تُؤْتِي الْمُلْكَ مَنْ تَشَاءُ وَتَنْزِعُ الْمُلْكَ مِمَّنْ تَشَاءُ وَتُعِزُّ مَنْ تَشَاءُ وَتُذِلُّ مَنْ تَشَاءُ بِيَدِكَ الْخَيْرُ إِنَّكَ عَلَى كُلِّ شَيْءٍ قَدِيرٌ ۝٢٦﴾ (سورة آل عمران).

## الفرق بين مُلكِاللهومُلكِ غيره
- أولاً : خواص مُلك الله :

خواص مُلك الله لا يمكن أن تُعد أو أن تُحصى من عبد ضعيف مثلي أو أي خلق من مخلوقات الله ولكن نذكر منها القليل :
1. مُلك الله عظيم جداً لا يمكن أن يعدّه أو يُحصيه أحد.
2. مُلك الله لا يمكن أن يزول.
3. مُلك الله لا يمكن أن ينقص مهما أعطى أو يعتريه عيب.
4. مُلك الله لا يمكن أن ينازعه فيه أحد.
5. مُلك الله حقيقي.

- ثانياً : خواص مُلك ملوك الدنيا :

من خواص ملك ملوك الدنيا.
1. مُلك ملوك الدنيا قليل جدا يمكن أن يعد ويمكن أن يحصى بسهولة.
2. مُلك ملوك الدنيا يزول وإن لم يزل صاحبه يموت.
3. مُلك ملوك الدنيا ينقص بقدر مايعطي وينفق كما أنه ليس بكامل فتجد فيه الطيب وتجد فيه السيء.
4. مُلك ملوك الدنيا يمكن أن ينازعه فيه أحد.
5. مُلك ملوك الدنيا صوري مؤقت يعود لله في نهايه الأمر وفي يوم البعث تجد ملوك الدنيا حفاة عراة.
6. مَلك الدنيا إما أن يُزال عن مُلكه أو يزول مُلكه.

## الدعاء والتعامل مع اسماللهالملك
اسم الله الملك من أسماء الله الحسنى التي يحب الله من عباده الدعاء والتوسل إليه بها.
و إن شعور العبد بعظمة الله الخالق الرازق الملك يجعل العبد يزداد طمعاً في ماعند الله ، خصوصا إذا علم العبد أن ملك الله لا يمكن أن ينقص منه شياً ولو أعطى كل عبد مسألته. ومن أعظم من عرف قدرة الله وتمام وكمال ملكه سبحانه وتعالى هو نبي الله سليمان ، حيث طلب من الله ما لا يستطيعه إلا الملك الحق ، قال الله تعالى على لسان سليمان : ﴿قَالَ رَبِّ اغْفِرْ لِي وَهَبْ لِي مُلْكًا لَا يَنْبَغِي لِأَحَدٍ مِنْ بَعْدِي إِنَّكَ أَنْتَ الْوَهَّابُ ۝٣٥﴾ (سورة ص)

## الـمَلك يشتري مُلكه بِمُلكه
من عظمة الله الملك الحق سبحانه أنه تعالى يشتري ملكه من الأنفس والأموال بملكه، قال الله تعالى : ﴿إِنَّ اللَّهَ اشْتَرَى مِنَ الْمُؤْمِنِينَ أَنْفُسَهُمْ وَأَمْوَالَهُمْ بِأَنَّ لَهُمُ الْجَنَّةَ يُقَاتِلُونَ فِي سَبِيلِ اللَّهِ فَيَقْتُلُونَ وَيُقْتَلُونَ وَعْدًا عَلَيْهِ حَقًّا فِي التَّوْرَاةِ وَالْإِنْجِيلِ وَالْقُرْآنِ وَمَنْ أَوْفَى بِعَهْدِهِ مِنَ اللَّهِ فَاسْتَبْشِرُوا بِبَيْعِكُمُ الَّذِي بَايَعْتُمْ بِهِ وَذَلِكَ هُوَ الْفَوْزُ الْعَظِيمُ ۝١١١﴾ (سورة التوبة) ،يحث الله سبحانه وتعالى عباده المؤمنين على القتال في سبيله ويعبِّرعنها بالبيع والشراء بدلاً عن الأمر والطاعة وهذا من كرم الله حيث أن أنفسهم وأموالهم والجنة كلها لله يأخذ منها مايشاء وقت مايشاء ، و وصف الله تعالى الذي يطيع أمره بالقتال في سبيله بالذي يبيع نفسه وماله لله ووصف الله تعالى نفسه بالمشتري كما بشّرهم بمقدار الربح في هذا البيع وأنه ربح عظيم وفوز كبير ، وأن الله إذا وعد أوفى وليس هناك أوفى بوعده من الله سبحانه وتعالى فله خزائن السماوات الأرض وما بينهما وله الأولى والآخرة.

## الله الـمَلك يأخذ القرض من ملكه ويضاعفه
يُعَبِّرُ الله الملك الحق سبحانه عن الصدقة ويسميها قرضاً حسناً ويَعِدُ سبحانه وتعالى بمضاعفته أضعافاً كثيرة ، و إذا قال الله (كثيرة) يعني بأنك لا يمكن أن تتخيلها أو تعدها من كثرتها والله إذا وعد أوفى وليس هناك أوفى بوعده من الله سبحانه وتعالى الملك الحق :
- قال الله تعالى : ﴿مَنْ ذَا الَّذِي يُقْرِضُ اللَّهَ قَرْضًا حَسَنًا فَيُضَاعِفَهُ لَهُ أَضْعَافًا كَثِيرَةً وَاللَّهُ يَقْبِضُ وَيَبْسُطُ وَإِلَيْهِ تُرْجَعُونَ ۝٢٤٥﴾ (سورة البقرة).
- و قال الله تعالى : ﴿مَنْ ذَا الَّذِي يُقْرِضُ اللَّهَ قَرْضًا حَسَنًا فَيُضَاعِفَهُ لَهُ وَلَهُ أَجْرٌ كَرِيمٌ ۝١١﴾ (سورة الحديد).

## الـمُلك يوم القيامة للمَلك الحق
قال الله تعالى : ﴿الْمُلْكُ يَوْمَئِذٍ الْحَقُّ لِلرَّحْمَنِ وَكَانَ يَوْمًا عَلَى الْكَافِرِينَ عَسِيرًا ۝٢٦﴾ (سورة الفرقان) ، كل المسلمين يعلمون بأن الله هو المَلك وله مُلك الدنيا والآخرة ولكن لماذا يحدد الله يوم القيامة بقوله (يومئذ) ؟ والمعنى واضح حيث يبين الله تفرده بالملك وأن جميع ملوك الدنيا يومئذ حفاة عراة لا يملك أي أحد منهم أي شي وهذا بيان تعظيم الله العظيم وبيان قوته وقدرته وأنه هو الملك حقاً.

## الملك، المليك، مالك الملك
- فهو الموصوف، بصفات الملك. وهي صفات العظمة والكبرياء، والقهر والتدبير، الذي له التصرف المطلق، في الخلق، والأمر، والجزاء.

وله جميع العالم، العلوي والسفلي، كلهم عبيد ومماليك، ومضطرون إليه. فهو الرب الحق، الملك الحق، الإله الحق، خلقهم بربوبيته، وقهرهم بملكه، واستعبدهم بإلاهيته فتأمل هذه الجلالة وهذه العظمة التي تضمنتها هذه الألفاظ الثلاثة على أبدع نظام، وأحسن سياق. رب الناس ملك الناس إله الناس وقد اشتملت هذه الإضافات الثلاث على جميع قواعد الإيمان وتضمنت معاني أسمائه الحسنى أما تضمنها لمعاني أسمائه الحسنى فإن (الرب) هو القادر، الخالق، البارئ، المصور، الحي، القيوم، العليم، السميع، البصير، المحسن، المنعم، الجواد، المعطي، المانع، الضار، النافع، المقدم، المؤخر، الذي يضل من يشاء، ويهدي من يشاء، ويسعد من يشاء، ويشقي ويعز من يشاء، ويذل من يشاء، إلى غير ذلك من معاني ربوبيته التي له منها ما يستحقه من الأسماء الحسنى.
- وأما الملك فهو الآمر، الناهي، المعز، المذل، الذي يصرف أمور عباده كما يحب، ويقلبهم كما يشاء، وله من معنى الملك ما يستحقه من الأسماء الحسنى كالعزيز، الجبار، المتكبر، الحكم، العدل، الخافض، الرافع، المعز، المذل، العظيم، الجليل، الكبير، الحسيب، المجيد، الولي، الله، مالك الملك، المقسط، الجامع، إلى غير ذلك من الأسماء العائدة إلى الملك.
- وأما الإله : فهو الجامع لجميع صفات الكمال ونعوت الجلال فيدخل في هذا الاسم جميع الأسماء الحسنى ولهذا كان القول الصحيح إن الله أصله الإله كما هو قول سيبويه وجمهور أصحابه إلا من شذ منهم وإن اسم الله هو الجامع لجميع معاني الأسماء الحسنى والصفات العلى فقد تضمنت هذه الأسماء الثلاثة جميع معاني أسمائه الحسنى فكان المستعيذ بها جديراً بأن يعاذ، ويحفظ، ويمنع من الوسواس الخناس ولا يسلط عليه.
- وإذا كان وحده هو ربنا، وملكنا، وإلهنا فلا مفزع لنا في الشدائد سواه، ولا ملجأ لنا منه إلا إليه، ولا معبود لنا غيره فلا ينبغي أن يدعى، ولا يخاف، ولا يرجى، ولا يحب سواه، ولا يذل لغيره، ولا يخضع لسواه، ولا يتوكل إلا عليه لأن من ترجوه، وتخافه، وتدعوه، وتتوكل عليه إما أن يكون مربيك والقيم بأمورك ومتولي شأنك وهو ربك فلا رب سواه، أو تكون مملوكه وعبده الحق فهو ملك الناس حقاً وكلهم عبيده ومماليكه، أو يكون معبودك وإلاهك الذي لا تستغني عنه طرفة عين بل حاجتك إليه أعظم من حاجتك إلى حياتك، وروحك، وهو الإله الحق إله الناس الذي لا إله لهم سواه فمن كان ربهم، وملكهم، وإلههم فهم جديرون أن لا يستعيذوا بغيره، ولا يستنصروا بسواه، ولا يلجئوا إلى غير حماه فهو كافيهم، وحسبهم، وناصرهم، ووليهم، ومتولي أمورهم جميعاً بربوبيته، وملكه، وإلاهيته لهم. فكيف لا يلتجئ العبد عند النوازل ونزول عدوه به إلى ربه، ومالكه، وإلهه.